# 尤奥扎斯·图贝利斯
尤奥扎斯·图贝利斯（1882年4月9日—1939年9月30日），是立陶宛民族主义联盟政治家。1926年政变后，图贝利斯的内弟安塔纳斯·斯梅托纳再次成为总统；由于两人的政见趋向一致，他于1929年至1938年期间担任总理，成为1930年代立陶宛第二大实权人物。尽管当时国内受到世界经济大萧条的冲击，但图贝利斯任内仍以稳定的经济政策和少量外债而著称。他的政府虽时常遭到前总理奥古斯丁纳斯·沃尔德马拉斯等反对派的抨击，但却在1934年未遂政变中得以幸免。1938年3月24日，他辞去总理职务后转任农业部长，并于次年出任立陶宛银行行长。1939年9月30日，图贝利斯在考纳斯逝世，享年57岁。